# Winter-Paralympics 2014/Teilnehmer (Österreich)
| stlisierte Goldmedaille | stlisierte Silbermedaille | stlisierte Bronzemedaille |
| ----------------------- | ------------------------- | ------------------------- |
| 2                       | 5                         | 4                         |

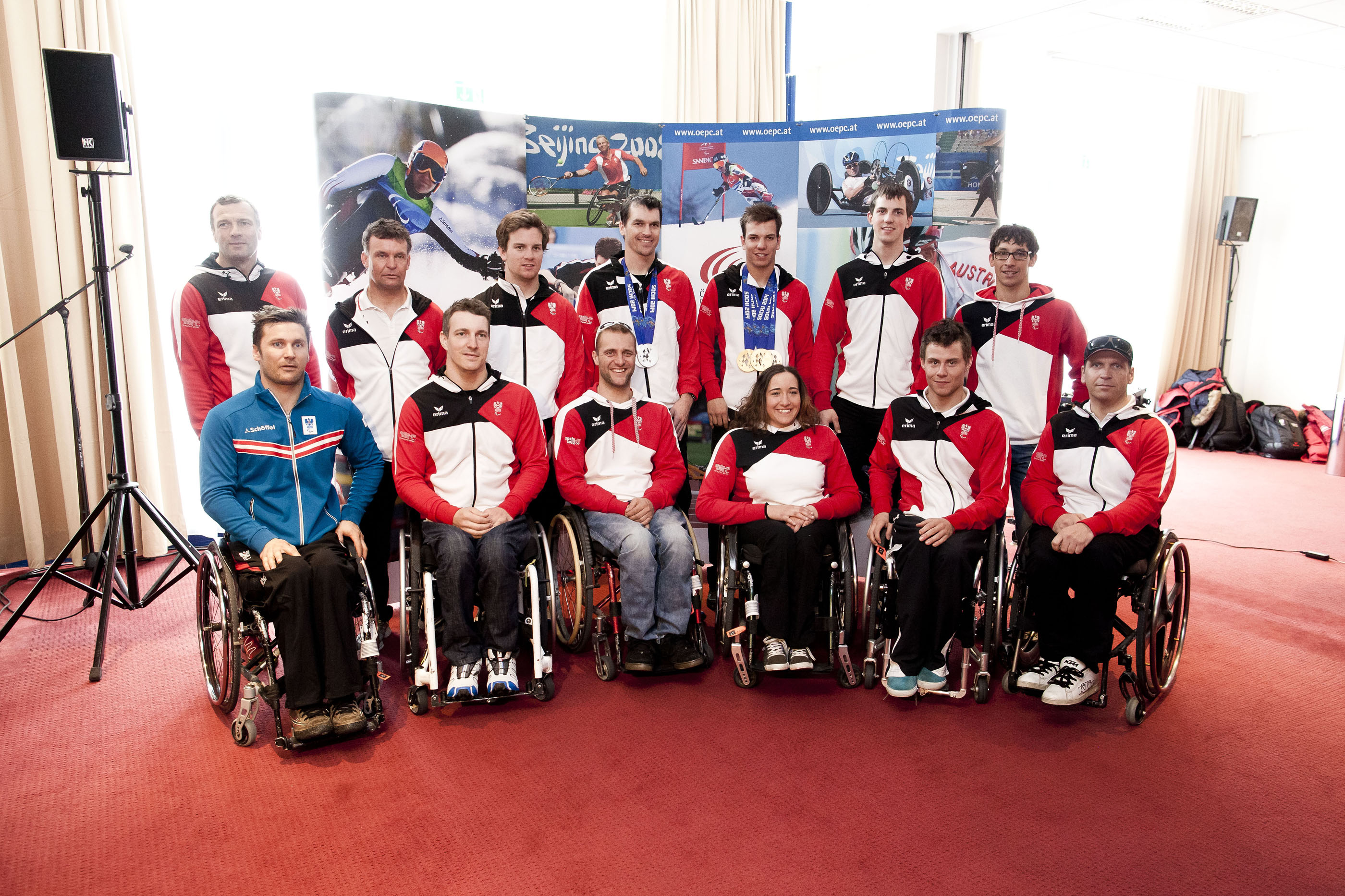
Die Athleten bei der Rückkehr

Österreich schickte bei den Winter-Paralympics 2014 in Sotschi eine Athletin und zwölf Athleten an den Start.

## Medaillenspiegel
| Rang   | Sportart  | G | S | B | Gesamt |
| ------ | --------- | - | - | - | ------ |
| 1      | Ski Alpin | 2 | 5 | 4 | 11     |
| Gesamt | Gesamt    | 2 | 5 | 4 | 11     |

## Medaillengewinner
| Name/n             | Sportart  | Wettkampf                 |
| ------------------ | --------- | ------------------------- |
| Gold               |           |                           |
| Markus Salcher     | Ski Alpin | Abfahrt stehend           |
| Markus Salcher     | Ski Alpin | Super-G stehend           |
| Silber             |           |                           |
| Philipp Bonadimann | Ski Alpin | Slalom sitzend            |
| Claudia Lösch      | Ski Alpin | Super-G sitzend           |
| Claudia Lösch      | Ski Alpin | Riesenslalom sitzend      |
| Matthias Lanzinger | Ski Alpin | Super-G stehend           |
| Matthias Lanzinger | Ski Alpin | Super-Kombination stehend |
| Bronze             |           |                           |
| Roman Rabl         | Ski Alpin | Slalom sitzend            |
| Roman Rabl         | Ski Alpin | Super-Kombination sitzend |
| Roman Rabl         | Ski Alpin | Riesenslalom sitzend      |
| Markus Salcher     | Ski Alpin | Riesenslalom stehend      |

## Sportarten

### Ski Alpin
| Männer             | Männer   | Männer                     | Männer  | Männer | Männer  | Männer | Männer  | Männer           |
| Athlet             | Klasse   | Wettbewerb                 | Lauf 1  | Lauf 1 | Lauf 2  | Lauf 2 | Gesamt  | Gesamt           |
| Athlet             | Klasse   | Wettbewerb                 | Zeit    | Rang   | Zeit    | Rang   | Zeit    | Rang             |
| ------------------ | -------- | -------------------------- | ------- | ------ | ------- | ------ | ------- | ---------------- |
| Philipp Bonadimann | LW 11    | Super-G, sitzend           |         |        |         |        | 1:26,84 | 8                |
| Philipp Bonadimann | LW 11    | Super-Kombination, sitzend |         |        |         |        |         | disqualifiziert  |
| Philipp Bonadimann | LW 11    | Slalom, sitzend            | 54,59   | 3      | 1:01,87 | 5      | 1:56,46 | Silber           |
| Dietmar Dorn       | LW 11    | Super-G, sitzend           |         |        |         |        |         | nicht angetreten |
| Dietmar Dorn       | LW 11    | Super-Kombination, sitzend |         |        |         |        |         | nicht beendet    |
| Dietmar Dorn       | LW 11    | Riesenslalom, sitzend      | 1:25,33 | 18     | 1:21,50 | 15     | 2:46,83 | 15               |
| Dietmar Dorn       | LW 11    | Slalom, sitzend            | 56,62   | 7      | 1:03,59 | 9      | 2:00,21 | 9                |
| Martin Falch       | LW 4     | Riesenslalom, stehend      | 1:22,95 | 16     | 1:17,25 | 11     | 2:40,20 | 11               |
| Martin Falch       | LW 4     | Slalom, stehend            | 54,22   | 16     | 57,87   | 13     | 1:52,09 | 13               |
| Thomas Grochar     | LW 2     | Super-G, stehend           |         |        |         |        |         | nicht beendet    |
| Thomas Grochar     | LW 2     | Super-Kombination, stehend | 55,46   | 10     | 1:25,92 | 14     | 2:21,38 | 11               |
| Thomas Grochar     | LW 2     | Riesenslalom, stehend      |         |        |         |        |         | nicht beendet    |
| Thomas Grochar     | LW 2     | Slalom, stehend            | 51,09   | 11     | 52,60   | 4      | 1:43,69 | 5                |
| Andreas Kapfinger  | LW 10-1  | Slalom, sitzend            | 1:02,27 | 18     | 1:10,11 | 12     | 2:12,38 | 12               |
| Matthias Lanzinger | LW 4     | Abfahrt, stehend           |         |        |         |        | 1:25,57 | 4                |
| Matthias Lanzinger | LW 4     | Super-G, stehend           |         |        |         |        | 1:21,33 | Silber           |
| Matthias Lanzinger | LW 4     | Super-Kombination, stehend | 52,43   | 3      | 1:18,39 | 1      | 2:10,82 | Silber           |
| Matthias Lanzinger | LW 4     | Riesenslalom, stehend      |         |        |         |        |         | nicht beendet    |
| Matthias Lanzinger | LW 4     | Slalom, stehend            |         |        |         |        |         | nicht angetreten |
| Roman Rabl         | LW 4     | Abfahrt, sitzend           |         |        |         |        | 1:25,35 | 4                |
| Roman Rabl         | LW 4     | Super-G, sitzend           |         |        |         |        |         | nicht beendet    |
| Roman Rabl         | LW 4     | Super-Kombination, sitzend | 58,71   | 1      | 1:21,49 | 5      | 2:20,20 | Bronze           |
| Roman Rabl         | LW 4     | Riesenslalom, sitzend      | 1:18,87 | 3      | 1:14,44 | 3      | 2:33,31 | Bronze           |
| Roman Rabl         | LW 4     | Slalom, sitzend            | 55,79   | 5      | 1:00,85 | 2      | 1:56,64 | Bronze           |
| Markus Salcher     | LW 9-1   | Abfahrt, stehend           |         |        |         |        | 1:23,35 | Gold             |
| Markus Salcher     | LW 9-1   | Super-G, stehend           |         |        |         |        | 1:20,92 | Gold             |
| Markus Salcher     | LW 9-1   | Riesenslalom, stehend      | 1:15,95 | 2      | 1:12,19 | 3      | 2:28,14 | Bronze           |
| Reinhold Sampl     | LW 11    | Abfahrt, sitzend           |         |        |         |        |         | nicht angetreten |
| Reinhold Sampl     | LW 11    | Super-G, sitzend           |         |        |         |        |         | nicht angetreten |
| Martin Würz        | LW 6/8-2 | Super-Kombination, stehend | 54,55   | 8      | 1:23,39 | 10     | 2:17,94 | 7                |
| Martin Würz        | LW 6/8-2 | Riesenslalom, stehend      | 1:20,93 | 9      | 1:15,78 | 8      | 2:36,71 | 7                |
| Martin Würz        | LW 6/8-2 | Slalom, stehend            | 51,08   | 10     | 55,32   | 9      | 1:46,40 | 9                |
| Frauen             |          |                            |         |        |         |        |         |                  |
| Athlet             | Klasse   | Wettbewerb                 | Lauf 1  | Lauf 1 | Lauf 2  | Lauf 2 | Gesamt  | Gesamt           |
| Athlet             | Klasse   | Wettbewerb                 | Zeit    | Rang   | Zeit    | Rang   | Zeit    | Rang             |
| Claudia Lösch      | LW 11    | Abfahrt, sitzend           |         |        |         |        |         | nicht beendet    |
| Claudia Lösch      | LW 11    | Super-G, sitzend           |         |        |         |        | 1:31,20 | Silber           |
| Claudia Lösch      | LW 11    | Super-Kombination, sitzend |         |        |         |        |         | nicht beendet    |
| Claudia Lösch      | LW 11    | Riesenslalom, sitzend      | 1:36,09 | 5      | 1:19,82 | 2      | 2:55,91 | Silber           |
| Claudia Lösch      | LW 11    | Slalom, sitzend            | 1:13,83 | 5      | 1:10,72 | 5      | 2:24,55 | 5                |

### Snowboard Cross
| Athlet       | Klasse     | Wettbewerb               | Lauf 1  | Lauf 1 | Lauf 2  | Lauf 2 | Lauf 3  | Lauf 3 | Gesamt  | Gesamt |
| Athlet       | Klasse     | Wettbewerb               | Zeit    | Rang   | Zeit    | Rang   | Zeit    | Rang   | Zeit    | Rang   |
| Männer       | Männer     | Männer                   | Männer  | Männer | Männer  | Männer | Männer  | Männer | Männer  | Männer |
| ------------ | ---------- | ------------------------ | ------- | ------ | ------- | ------ | ------- | ------ | ------- | ------ |
| Georg Schwab | Upper-Limb | Snowboard Cross, stehend | 1:34,94 | 29     | 1:54,47 | 32     | 1:35,63 | 30     | 3:10,57 | 33     |

### Ski Nordisch (BiathlonundSkilanglauf)
| Männer       | Männer                              | Männer    | Männer  | Männer |
| Athleten     | Wettbewerbe                         | Zeit      | Fehler  | Rang   |
| ------------ | ----------------------------------- | --------- | ------- | ------ |
| Michael Kurz | Langlauf: 20 km klassisch, stehend: | 1:00:29,7 |         | 10     |
| Michael Kurz | Langlauf: 10 km Freistil, stehend:  | 25:45,9   |         | 13     |
| Michael Kurz | Langlauf: 1 km Sprint, stehend:     | 4:58,16   |         | 27     |
| Michael Kurz | Biathlon: 7,5 km, stehend:          | 20:33,3   | 1+0     | 12     |
| Michael Kurz | Biathlon: 12,5, stehend:            | 34:50,1   | 4+2+0+0 | 15     |
| Michael Kurz | Biathlon: 15 km, stehend:           | 49:16,9   | 1+4+1+1 | 16     |